# Laphria plana
Laphria plana là một loài ruồi trong họ Asilidae. Laphria plana được Walker miêu tả năm 1857. Loài này phân bố ở miền Ấn Độ - Mã Lai.